# آندرانیک تئوانیان
آندرانیک نُرایری تئوانیان (ارمنی: Անդրանիկ Նորիկի Թեւանյան؛ زادهٔ ۵ مهٔ ۱۹۷۴) یک مهندس، اقتصاددان، سیاستمدار اهل ارمنستان است که از تاریخ ۲۰۲۱ تا تاریخ ۲۰۲۶ سمت نمایندگی دوره هشتم مجلس ملی جمهوری ارمنستان را برعهده داشت.

## زندگی‌نامه
در در [[]] به دنیا آمد و از دانشگاه ملی معماری و شهرسازی ارمنستان (۱۹۹۷) دانشگاه ملی پلی‌تکنیک ارمنستان (۱۹۹۹) فارغ‌التحصیل شد. 

## یادداشت
1. ↑  տնտեսագիտական գիտությունների թեկնածու